# Monoceromyia
Monoceromyia (лат.) — род двукрылых из семейства журчалок, рассматривают также как подрод рода Ceriana.

## Описание
Брюшко стебельчатое, резко суженное у основания второго тергита.

## Экология
Личинки развиваются в вытекающем соке и дуплах деревьев.

## Классификация
В составе рода 45 видов:
- Monoceromyia annulata (Kertesz, 1913)
- Monoceromyia floridensis Shannon, 1922
- Monoceromyia hervebazini  (Shannon, 1927)
- Monoceromyia gloriosa Hull, 1944
- Monoceromyia pleuralis (Coquillett, 1898)
- Monoceromyia pulchra (Hervé-Bazin, 1913)
- Monoceromyia wui (Shannon, 1925)
- Monoceromyia stackelbergi Mutin, 1999[6]

## Распространение
Встречаются в Западной Европе, восточной Палеарктике, Афротропике, Ориентальной области, на восточной Неарктике, Неотропике.